# عين النوى
عين النوى، قرية من قرى ينبع النخل في محافظة ينبع والتابعة لمنطقة المدينة المنورة في السعودية، تبعد عن المدينة المنورة () كم، وعن ينبع النخل () كم. يسكنها الأشراف من ذوي قتادة وذوي هزاع وآل عساف.